# Blang Seunong (Beutong)
Blang Seunong is een bestuurslaag in het regentschap Nagan Raya van de provincie Atjeh, Indonesië. Blang Seunong telt 189 inwoners (volkstelling 2010).